# Hôtel Indonesia
L'hôtel Indonesia Kempinski Jakarta, familièrement appelé "HI" (prononcer "ha-i") est un hôtel  à Jakarta. Il possède 289 chambres et 11 suites. C'est le premier grand hôtel moderne de classe internationale d'Indonésie et a été inauguré le 5 août 1962 par le président Soekarno.
L'hôtel fut le théâtre d'une petite manifestation anti-Soekarno, le 23 février 1998 menée intégralement par des femmes, dont faisait partie la journaliste Julia Suryakusuma.
L'hôtel a été rénové entre 2004 et 2009 et est géré par le groupe Kempinski.

## Cinéma
L'hôtel Indonesia est un des cadres de l'inrigue du film L'Année de tous les dangers, dont l'action se situe en 1965.